# Байрам, Эмин
Эми́н Байра́м (тур. Emin Bayram; родился 2 апреля 2003) — турецкий футболист, защитник клуба «Вестерло».

## Клубная карьера
Уроженец Стамбула, Эмин является воспитанником футбольной академии «Галатасарая». В основном составе дебютировал 4 декабря 2019 года в матче Кубка Турции против «Тузласпора».
26 января 2020 года дебютировал в турецкой Суперлиге в матче против «Коньяспора».

## Карьера в сборной
Выступал за футбольные сборные Турции до 15, до 16 и до 17 лет.